# Tell Me (Diddy)
Tell Me è un brano musicale di Diddy, estratto come secondo singolo dal suo album del 2006 Press Play. La canzone vede la partecipazione di Christina Aguilera ed è prodotta da Just Blaze.

## Descrizione
La canzone nasce come un demo per testare l'appeal del gruppo pop–R&B Danity Kane, ma all'ultimo momento Diddy decise di cantarla egli stesso, avvalendosi della partecipazione della cantante Christina Aguilera.
La canzone era stata composta dai cantanti R&B Steve "Static" Garrett e Yummy Bingham. La parte rap di Diddy invece è stata composta insieme a Royce Da 5'9.
La canzone è stata generalmente accolta positivamente, ottenendo ottimi riscontri, benché scarsamente pubblicizzata.

## Il video
Il video prodotto per Tell Me è stato girato nell'ultima settimana di settembre a Los Angeles, ed è stato diretto da Erik White. Nel video Diddy si trova in una stanza bianca ed asettica, ad eccezione di un enorme impianto stereo, che trasmette il brano Press Play. Un'attraente donna chiede a Diddy se vuole che prema "play" (press play appunto), ed a quel punto inizia il brano. Christina Aguilera viene mostrata su uno schermo, mentre Diddy esegue i propri versi dalla stanza bianca. Occasionalmente i due vengono mostrati insieme in una specie di tunnel.

## Tracklist
CD Single
1. Tell Me - 4:07
2. Come To Me (Remix) - P. Diddy feat. Nicole Scherzinger, Yung Joc, Young Dro and T.I. - 3:52

## Classifiche
| Classifica (2006)      | Posizione massima |
| ---------------------- | ----------------- |
| Australia              | 13                |
| Austria                | 19                |
| U.S. Billboard Hot 100 | 47                |
| Belgio (Fiandre)       | 17                |
| Belgio (Vallonia)      | 24                |
| Paesi Bassi            | 13                |
| Europa                 | 3                 |
| Finlandia              | 2                 |
| Germania               | 5                 |
| Irlanda                | 8                 |
| Svizzera               | 7                 |
| Regno Unito            | 8                 |

### Classifiche di fine anno
| Classifica (2006) | Posizione massima |
| ----------------- | ----------------- |
| Regno Unito       | 169               |
| Classifica (2007) | Posizione massima |
| Australia         | 99                |
| Germania          | 58                |
| Regno Unito       | 113               |
| Svizzera          | 69                |